# Mors (пистолет-пулемёт)
Пистолет пулемёт «Mors» образца 1939 года (лат. Mors — смерть) — польский пистолет-пулемёт, разрабатывавшийся с 1936 по 1938 годы. Производился в 1939 году, в ограниченном количестве использовался солдатами Войска Польского во Второй мировой войне.

## История
Пистолет-пулемёт «Морс» разрабатывался в 1936—1938 годах конструкторами Петром Вильневичем и Яном Скжипиньским. Оружие предназначалось для некоторых пехотных подразделений и экипажей бронетехники. Производство оружия началось в марте 1939 года. До сентября 1939 года фабрика стрелкового оружия в Варшаве успела собрать 52 таких пистолета-пулемёта, 36 из них были предоставлены курсантам Центра обучения пехоты в Рембертове, часть пистолетов была передана 3-му стрелковому батальону оттуда же, который их использовал при обороне Варшавы, два пистолета получил Военный центр парашютистов в Быдгоще, оставшиеся пистолеты поступили во вспомогательную роту 39-й пехотной дивизии Рембертова. В Музее Войска Польского в Варшаве хранится пистолет-пулемёт под номером 38, однако без оригинального ствола или магазина. По причине сложности конструкции пистолета-пулемёта его производство не возобновлялось после войны.

## Технические характеристики
Использует автоматику со свободным затвором. Огонь ведётся с открытого затвора в одиночном режиме или очередями. Передний спусковой крючок отвечает за стрельбу очередями, задний за одиночные выстрелы. Г-образный вырез в задней части паза выполняет роль предохранителя для рукоятки затвора. Особенность конструкции — расположение возвратной пружины внутри телескопической направляющей, входящей в заднюю часть затвора и дополнительно выполняющей роль пневматического буфера отката затвора. Есть быстросменный ствол, скрытый внутри перфорированного металлического кожуха. Защелка ствола расположена впереди передней части ствольной коробки на правой стороне. Питание патронами осуществляется из коробчатых магазинов емкостью 25 патронов, которые примыкаются снизу. Деревянная ложа включает в себя полупистолетную ложу и переднюю вертикальную рукоятку, внутри которой спрятана выдвижная опора для стрельбы из положения лёжа. Прицел регулируемый с установками по дальности от 50 до 600 метров.

## Сохранившиеся экземпляры
Сохранилось три таких экземпляра «Морса».
- В 1983 году был обнаружен экземпляр пистолета-пулемёта «Mors» под номером 38 в одной из музейных коллекций Москвы. Эта коллекция была подарена Музею Войска Польского в Варшаве.
- Второй пистолет-пулемёт под номером 39 хранится в одном из московских музеев.
- Третий экземпляр под серийным номером 13 хранился в Музее армии в Будапеште. 26 июня 2013 директор Музея и Института военной истории полковник Вильмош Ковач на встрече с министром иностранных дел Радославом Сикорским продемонстрировал образец пистолета-пулемёта и вручил его Сикорскому[1]. 27 июня 2013 заместитель госсекретаря в Министерстве иностранных дел Богуслав Винид передал пистолет директору Музея сухопутных войск в Быгдоще доктору Мирославу Гентковскому[2].